# Bipinnària
Una bipinnària és la primera etapa en el desenvolupament larvari de la majoria de les estrelles de mar, i se sol seguir per un estadi braquiolaria. El moviment i l'alimentació s'assoleixen per les bandes de cilis. Les estrelles de mar que crien les seves cries generalment no tenen una etapa bipinnària, i els ous es desenvolupen directament en adults en miniatura

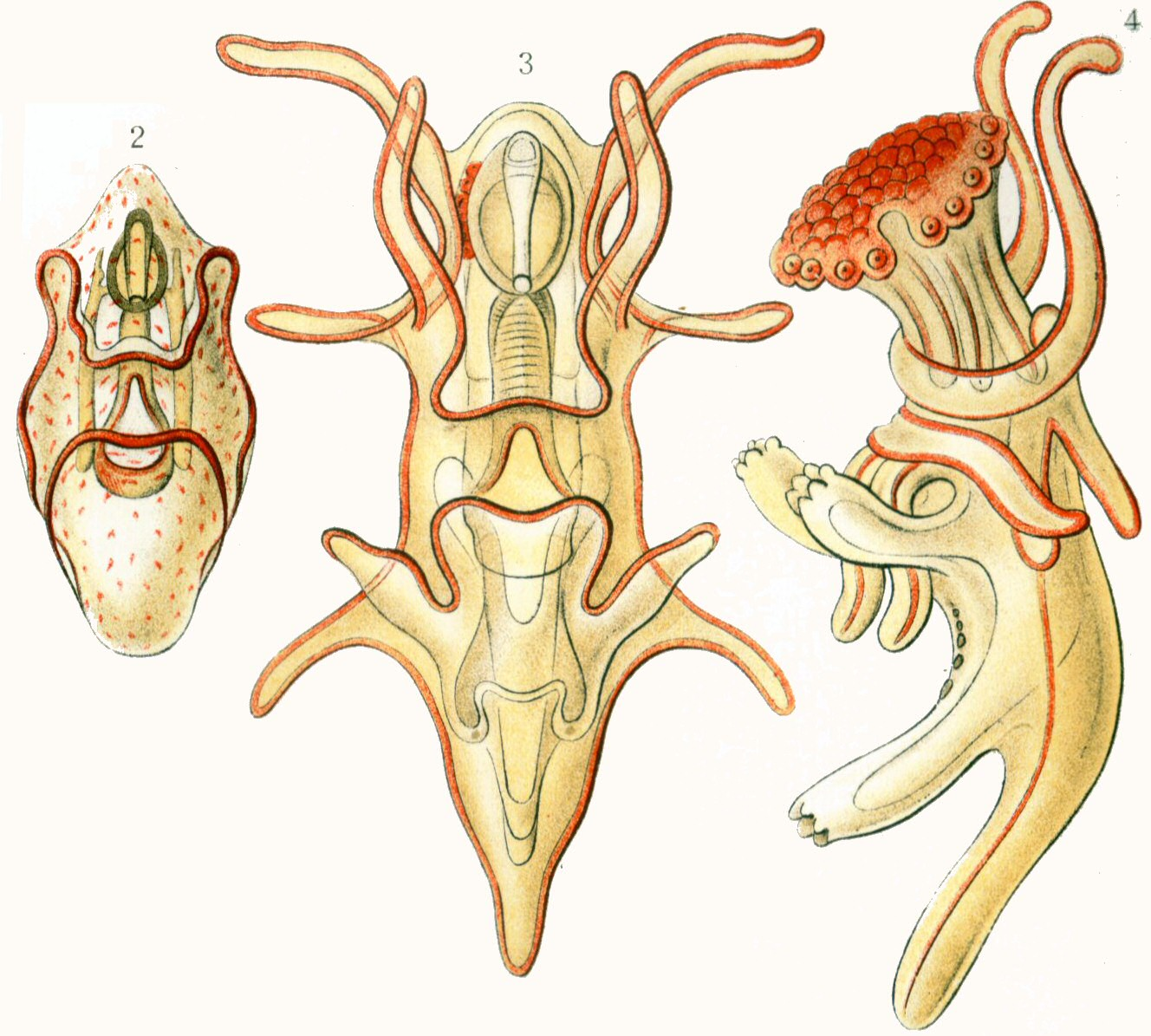
Els tres estats larvaris de les estrelles de mar: escafulària, bipinnaria i brachiolaria.
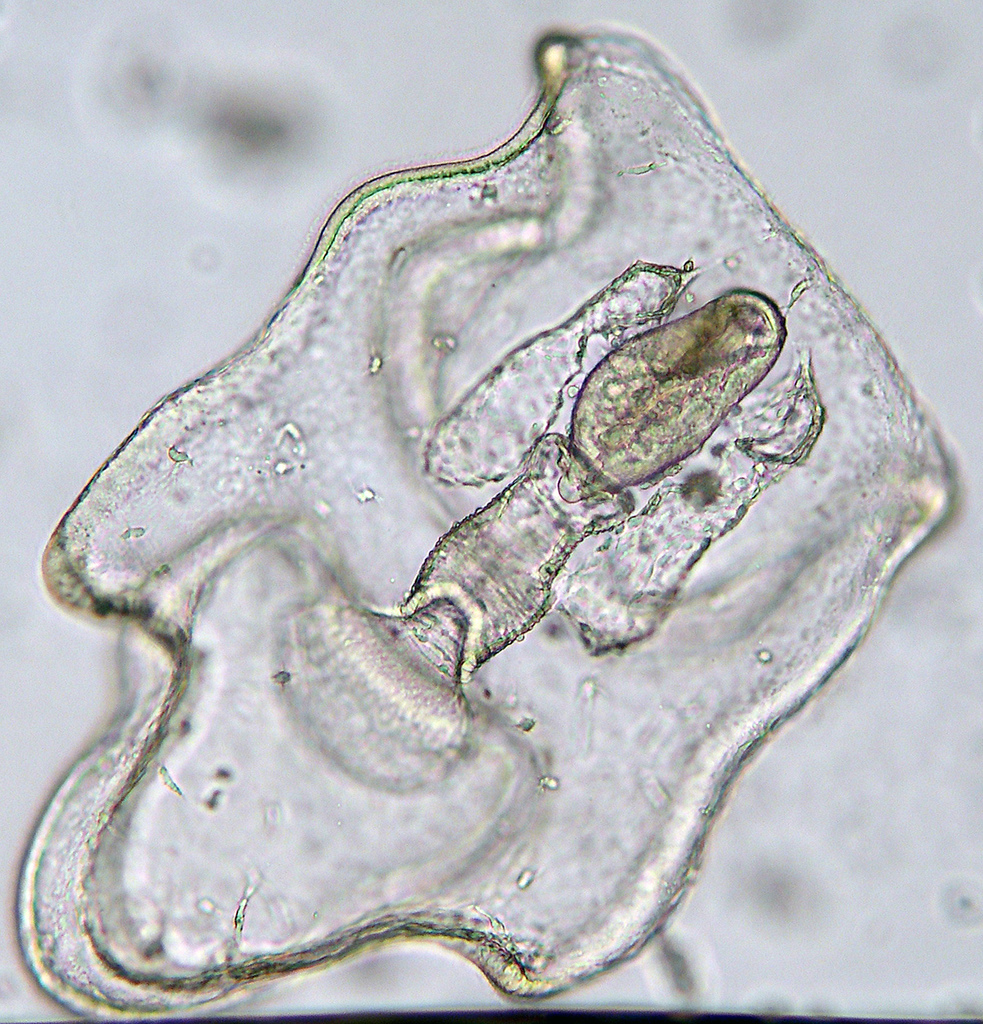
Larva bipinnària

La larva bipinnària és de moviment lliure, nedant com a part del zooplàncton. Quan inicialment es forma, tot el cos està cobert per cilis, però a mesura que creix, aquests es limiten a una banda estreta formant una sèrie de bucles a la superfície del cos. Un parell de braços curts i robusts es desenvolupen aviat al cos, i les bandes ciliades s'estenen en ells.
A més de propulsar la larva a través de l'aigua, els cilis també agafen partícules d'aliments en suspensió i les lliuren a la boca (més correctament anomenat estomodeum).
Finalment, es desenvolupen tres braços addicionals a l'extrem frontal de la larva; en aquest punt es converteix en braquiolària. En algunes espècies comunes d'estrelles de mar, incloses les Asterias, la bipinnària es desenvolupa directament en un adult.